# Wen die Götter lieben (1942)
Wen die Götter lieben ist ein im heutigen Österreich entstandener, reichsdeutscher Spielfilm aus dem Jahr 1942. Er basiert auf einem Roman von Richard Billinger und E. Strzygowski und hat den Komponisten Wolfgang Amadeus Mozart zum Thema. Es ist nach Eine kleine Nachtmusik von 1939 der zweite Spielfilm über Mozart aus der Zeit des Nationalsozialismus.
Karl Hartl, der Regisseur dieses Films, drehte im Jahr 1955 mit Reich mir die Hand, mein Leben (Hauptrolle: Oskar Werner) einen weiteren Spielfilm über Mozart.

## Handlung
Nach dem Zerwürfnis mit seinem Arbeitgeber, dem Salzburger Erzbischof Hieronymus von Colloredo, bricht Wolfgang Amadeus Mozart im Jahr 1777 in Begleitung seiner Mutter auf eine Reise nach Paris auf. Während der Reise bittet er seine Mutter erfolgreich um Zwischenstation in Mannheim, um Aloisia Weber zu besuchen, in die er sich kurz zuvor verliebt hat. Indem Aloisia ein von Mozart komponiertes Lied aufführt, bekommt sie eine Anstellung am fürstlichen Hof. Widerwillig reist Mozart nach Paris weiter.
Doch der Erfolg, den er hier als Wunderkind hat feiern können, wiederholt sich nicht; zudem stirbt in Paris seine Mutter. So reist Mozart nach Salzburg zurück. Einige Jahre später siedelt er nach Wien über. Nach einigen beruflichen Rückschlägen – in dieser Zeit hält Mozart sich mit Musikstunden über Wasser – setzen sich seine Freunde beim Hofmusiker von Strack für Mozart ein; dieser verspricht, zunächst widerwillig, Kaiser Joseph II. Mozarts neue Komposition, ein anspruchsvolles Streichquartett, zu präsentieren. Der Kaiser zeigt sich von Mozarts Können beeindruckt und gibt ihm den Auftrag zur Komposition der Oper Die Entführung aus dem Serail.
In der Zwischenzeit trifft Mozart Aloisias Schwester Sophie und erfährt, dass Aloisia den Hofschauspieler Joseph Lange geheiratet hat. Bei Mozarts Besuch bei der Familie Weber verlieben sich Mozart und Constanze Weber ineinander; deren Mutter lehnt Mozart jedoch als Heiratskandidaten für ihre Tochter ab. Inspiriert von der Handlung seiner Oper beschließt Mozart, mit Constanze zu fliehen und sie heimlich zu heiraten. Während der Premiere der Entführung aus dem Serail kommt der erste Sohn des Ehepaars Mozart zur Welt.
Während der Komposition von Figaros Hochzeit hat die Familie mit finanziellen Problemen zu kämpfen. Da bekommen die Mozarts Besuch von Aloisia, die den Cherubino im „Figaro“ singt. Zu Constanzes Leidwesen kommen Mozart und Aloisia sich während der Proben näher. Aus Anlass von Mozarts neuem Opernprojekt, Don Giovanni, reisen er und Constanze nach Prag; auch diesmal ist Aloisia in das Projekt involviert. Als die Beziehung zwischen Mozart und Aloisia immer intensiver wird, will Constanze nach Wien abreisen, bleibt zu Mozarts Freude aber doch in Prag.
Während Mozart an seiner neuen Oper, der Zauberflöte, arbeitet und mit gesundheitlichen Problemen zu kämpfen hat, beauftragt ihn eine geheimnisvoller Bote mit der Komposition des Requiem. Während Constanze zur Kur nach Baden fährt und Mozart von der gleichzeitigen Kompositionsarbeit an der Zauberflöte und dem Requiem in Anspruch genommen wird, reift in ihm die Überzeugung, dass die Totenmesse für ihn selbst bestimmt ist.
Mozart bekommt Besuch vom jungen Ludwig van Beethoven, der ihm vorspielt. Mozart zeigt sich von der Neuartigkeit der Musik seines jungen Kollegen beeindruckt und bezeichnet sich selbst trotz seiner jungen 35 Jahre als müde.
Mozart dirigiert vom Krankenlager aus ein letztes Mal das Requiem und stirbt.

## Kritiken
„Biografischer Film über Leben und Werk Mozarts. Stellenweise übertrieben gefühlsbetont, durch die Musik – vor allem aus Opern – aber immer noch unterhaltsam. Gepflegt inszeniert.“

„Mozarts Leben in einem Film, dessen vordergründige Gestaltung der Persönlichkeit des Komponisten kaum gerecht wird.“